# William Francis Malooly
William Francis Malooly (Baltimora, 18 gennaio 1944) è un vescovo cattolico statunitense, dal 30 aprile 2021 vescovo emerito di Wilmington.

## Biografia
William Francis Malooly è nato a Baltimora, nel Maryland, il 18 gennaio 1944.

### Formazione e ministero sacerdotale
Ha frequentato la scuola primaria della parrocchia di Sant'Orsola a Parkville e successivamente la scuola secondaria ed i primi due anni degli studi universitari presso il seminario minore "San Carlo" di Catonsville. Ha compiuto gli studi di filosofia e teologia presso il seminario "Santa Maria" a Baltimora.
Il 7 maggio 1970 è stato ordinato presbitero per l'arcidiocesi di Baltimora da monsignor Thomas Austin Murphy, vescovo ausiliare di Baltimora e suo zio materno. In seguito è stato vicario parrocchiale della parrocchia di San Giuseppe a Texas dal 1970 al 1976; vicario parrocchiale della parrocchia di Sant'Antonio di Padova a Baltimora dal 1976 al 1981; amministratore del Centro arcidiocesano per i ritiri giovani dal 1981 al 1984; direttore dell'ufficio per il clero dal 1984 al 1989; cancelliere vescovile e vicario generale dal 1989.
Nel 1978 è stato eletto dai sacerdoti diocesani membro del direttivo per il clero. Lo stesso anno il direttivo lo ha scelto come vicepresidente.
È stato anche direttore arcidiocesano dei preparativi per la visita pastorale del Santo Padre a Baltimora del 1995.
Nel 1990 è stato nominato prelato d'onore di Sua Santità. Nell'aprile del 1999 è stato insignito della President's Medal dalla St. Mary's Seminary and University di Baltimora per il suo lungo servizio alla scuola e al popolo, ai sacerdoti e ai vescovi dell'arcidiocesi di Baltimora.

### Ministero episcopale
Il 12 dicembre 2000 papa Giovanni Paolo II lo ha nominato vescovo ausiliare di Baltimora e titolare di Flumenzer. Ha ricevuto l'ordinazione episcopale il 1º marzo successivo nella cattedrale di Nostra Regina Maria a Baltimora dal cardinale William Henry Keeler, arcivescovo metropolita di Baltimora, co-consacranti l'arcivescovo emerito della stessa arcidiocesi William Donald Borders e il vescovo ausiliare William Clifford Newman.
In seguito è stato nominato vicario episcopale per il settore occidentale dell'arcidiocesi composto da 38 parrocchie e 6 missioni nelle contee di Allegany, Carroll, Frederick, Garrett, Howard e Washington.
Nel gennaio del 2012 ha compiuto la visita ad limina.
È stato anche membro dei consigli di amministrazione del Good Samaritan Hospital di Baltimora e dal St. Mary's Seminary and University.
Nel 2006 ha ricevuto il Cardinal Shehan Award dall'ufficio arcidiocesano per i giovani e un dottorato onorario in lettere umanistiche dalla Mount Saint Mary's University di Emmitsburg.
Il 7 luglio 2008 papa Benedetto XVI lo ha nominato vescovo di Wilmington. Ha preso possesso della diocesi l'8 settembre successivo con una cerimonia nella chiesa di Santa Elisabetta a Wilmington.
Il vescovo Malooly è stato criticato dai notiziari cattolici per non avere rifiutato la comunione al vicepresidente Joseph Biden come facevano altri presuli appellandosi al canone 915 del Codice di diritto canonico che afferma: "Non siano ammessi alla sacra comunione gli scomunicati e gli interdetti, dopo l'irrogazione o la dichiarazione della pena e gli altri che ostinatamente perseverano in peccato grave manifesto". Il peccato che essi imputano a Biden consiste nell'avere votato provvedimenti pro-choice in materia di aborto.
Nell'ottobre del 2009, Malooly ha chiesto la protezione del Chapter 11 per la sua diocesi dopo aver ottenuto accordi finanziari con le vittime di abusi sessuali da parte di chierici della diocesi.
Malooly è apparso nel documentario Netflix The Keepers, per il suo ruolo in un incontro con una vittima di abusi avvenuti per mano di padre Joseph Maskell.
Nel dicembre del 2019 ha compiuto una seconda visita ad limina.
Il 30 aprile 2021 papa Francesco ha accolto la sua rinuncia al governo pastorale della diocesi di Wilmington per raggiunti limiti di età.
È membro del Sovrano Militare Ordine di Malta e dei Cavalieri di Colombo.

## Genealogia episcopale
La genealogia episcopale è:
- Cardinale Scipione Rebiba
- Cardinale Giulio Antonio Santori
- Cardinale Girolamo Bernerio, O.P.
- Arcivescovo Galeazzo Sanvitale
- Cardinale Ludovico Ludovisi
- Cardinale Luigi Caetani
- Cardinale Ulderico Carpegna
- Cardinale Paluzzo Paluzzi Altieri degli Albertoni
- Papa Benedetto XIII
- Papa Benedetto XIV
- Papa Clemente XIII
- Cardinale Marcantonio Colonna
- Cardinale Giacinto Sigismondo Gerdil, B.
- Cardinale Giulio Maria della Somaglia
- Cardinale Carlo Odescalchi, S.I.
- Cardinale Costantino Patrizi Naro
- Cardinale Lucido Maria Parocchi
- Papa Pio X
- Cardinale Gaetano De Lai
- Cardinale Raffaele Carlo Rossi, O.C.D.
- Cardinale Amleto Giovanni Cicognani
- Cardinale John Joseph Krol
- Vescovo Joseph Thomas Daley
- Cardinale William Henry Keeler
- Vescovo William Francis Malooly